# A Family in Crisis: The Elian Gonzales Story
A Family in Crisis: The Elian Gonzales Story es un telefilme estadounidense de drama de 2000, dirigido por Christopher Leitch, escrito por Dennis Turner, musicalizado por Jeff Eden Fair y Starr Parodi, en la fotografía estuvo Neil Roach y los protagonistas son Esai Morales, Alec Roberts y Laura Harring, entre otros. Este largometraje fue producido por Capital Arts Entertainment, Saban Entertainment y Saban International N.V.; se estrenó el 17 de septiembre de 2000.

## Sinopsis
Está basado en una historia real. Un chico cubano de cinco años es el único que queda con vida, luego del naufragio de un barco de refugiados que iba hacia Estados Unidos.